# Place Jules-Rimet
La place Jules-Rimet est une voie située dans le quartier d'Auteuil du 16e arrondissement de Paris.

## Situation et accès
La place Jules-Rimet est desservie par la ligne 9 à la station Porte de Saint-Cloud.

## Origine du nom
Cette place rend hommage à Jules Rimet (1873-1956), président de la FIFA et créateur de la Coupe du monde de football, en raison de sa proximité avec le Parc des Princes. L'initiative en revient à l'Association pour la valorisation de l'œuvre de Jules Rimet (AVOJR), fondée en 1994 par Jean-Yves Guillain (président), pour faire connaître les réalisations et la pensée de Jules Rimet.

## Historique
La place est créée et prend sa dénomination actuelle par un arrêté municipal du 3 juin 1998 sur l'emprise de l'avenue du Parc-des-Princes.